# Franklin E. Roach
Franklin Evans Roach (23 tháng 9 năm 1905 – 21 tháng 9 năm 1993) là một nhà thiên văn học, nhà vật lý thiên văn, nhà địa vật lý, giáo sư người Mỹ, và nhà khoa học phân tích hiện tượng UFO, người có đóng góp đáng kể cho lĩnh vực khí học cao không trong nghiên cứu khí quyển trên cao là một trong những người cha của nó. Roach đã tham gia vào nghiên cứu vật lý chất nổ cao kết nối với Dự án Manhattan và sau đó với NICAP và Ủy ban Condon như một phần của UFO học.

## Tiểu sử
Roach sinh ra tại Jamestown (nay là Xã Jamestown), Quận Ottawa, Michigan, mười lăm dặm về phía tây nam Grand Rapids, cha là kỹ thuật viên đo mắt Richard Franklin Roach (1878-1939) và mẹ là nội trợ Ingeborg "Belle" Mathilde Torgerson (1878-1957). Franklin Roach qua đời hai ngày trước khi đến tuổi 88.
Franklin là một Hướng đạo sinh khi còn là thanh niên đạt cấp Huynh trưởng Hướng đạo khi tham gia Đội Hướng đạo ở Wheaton, Illinois dưới sự chỉ đạo của cha ông là trưởng Hướng đạo ngành Thiếu.
Roach nhập học năm 1919-1921 trong hai năm đầu tiên học trung học tại Trường Trung học Wheaton tại Wheaton, Illinois. Tiếp theo hai năm cuối cùng của ông với việc tốt nghiệp vào năm 1923 từ Trường Trung học Benjamin Franklin ở Los Angeles, California trong khi cư trú tại khu vực Highland Park của thành phố đó từ năm 1921-1923.
Roach có ba anh chị em: Laurance (c1909/1910-1993), Alice (-1995), và Richard (-1982).
Roach được chôn cất tại Boulder, Colorado.

## Đơn vị Rayleigh
Đơn vị Rayleigh là một đơn vị thông lượng photon được sử dụng để đo sự tỏa sáng của khí huy, hiện tượng khí quyển như cực quang và ánh sáng sao tích hợp của nhiều dạng khác nhau trong không gian. Đơn vị Rayleigh được đề xuất lần đầu tiên vào năm 1956 bởi Donald M. Hunten, Franklin E. Roach và Joseph W. Chamberlain và được họ đặt tên cho Robert John Strutt, Nam tước thứ tư xứ Rayleigh (1875–1947) người đầu tiên phát hiện ra ánh sáng đỏ rực của bầu trời đêm. Biểu tượng cho đơn vị là R, cũng giống như đơn vị Roentgen không mấy liên quan.

## Học giả Fulbright
Franklin Roach đã dành một năm ở Paris vào năm 1951-1952 theo Học bổng Fulbright qua việc điều tra nghiên cứu bầu trời đêm. Roach cũng làm việc với một nhà tiên phong châu Âu, Daniel Barbier, trong cùng lĩnh vực này.

## Cuộc gặp gỡ với Struve
Roach, người có tính cách hiền lành, đã sớm cộng tác từ lúc đầu với Otto Struve. Struve có tính cách thô lỗ, và không tiếc lời với nạn nhân của mình. Struve khuyến khích cách chức Giám đốc Đài thiên văn Yerkes hiện tại và tạo điều kiện cho việc bổ nhiệm ông vào chức vụ tương tự, mặc dù Frost ban đầu mời Struve đến gặp Yerkes khi lúc đó Struve chỉ nói tiếng Nga và bị trục xuất ở Thổ Nhĩ Kỳ và Hy Lạp sau khi thoát khỏi cuộc Cách mạng Nga. Ngày 1 tháng 7 năm 1932, Struve thay Edwin Brant Frost làm Giám đốc Đài thiên văn Yerkes. Roach, một sinh viên tốt nghiệp tại Yerkes đang làm việc vào ngày đó, đã có cuộc gặp gỡ sau đây với Struve khi đang đo một quang phổ được ủy quyền bởi Giám đốc Frost hiện tại vào sáng sớm hôm đó:
- Phiên bản trong Yerkes:[8][note 2][note 3]

Roach: Chào buổi sáng, Ngài Struve.

Struve: Chào buổi sáng. Cậu đang làm gì đấy?

Roach: Tôi đang đo quang phổ.

Struve: Ngôi sao nào vậy?

Roach: β Lyrae.

Struve: Ai bảo cậu đo quang phổ đó?

Roach: Ngài Frost dặn vậy.

Struve: Từ giờ tôi sẽ cho cậu biết những ngôi sao cần đo!
- Phiên bản trong Musings:[9][note 4]

S. "Cậu đang làm gì đấy?"

R. "Tôi đang đo quang phổ"

S. "Ngôi sao nào vậy?"

R. "Beta Lyrae"

S. "Ai bảo cậu đo quang phổ đó?"

R. "Ngài Frost bảo làm."

S. "Từ bây giờ cậu phải làm theo những gì tôi nói."

## Tác phẩm
Roach đã viết hầu hết hoặc đóng góp một phần vào một số cuốn sách quan trọng. Hai lời thuyết minh về chủ đề khí huy sẽ đóng vai trò là tập sách nền tảng trong lĩnh vực khoa học khí quyển trên cao: Aurora and Airglow (Cực quang và khí huy) do B. M. McCormac chủ biên, và The Light of the Night Sky (Ánh sáng của bầu trời đêm). Một nghiên cứu khác với cách tiếp cận khoa học về UFO học vào đầu những năm 1970 sẽ đóng vai trò là nền tảng cho lĩnh vực khoa học thăm dò này: UFO's: A Scientific Debate (UFO: Một cuộc tranh luận khoa học) do Carl Sagan và Thornton Page chủ biên. Về mặt chung, ông sẽ viết chương "Aurora and Airglow" trong cuốn sách Scientific American nhan đề The Planet Earth (Hành tinh Trái Đất) dành cho độc giả phổ thông.

### The Light of the Night Sky
Dù vẫn liên kết với "Rutgers, The State University" ở Newark, New Jersey và Đại học Hawaii ở Honolulu, Hawaii Roach là tác giả chính, cùng với đồng tác giả Janet L. Gordon (về sau làm việc và cộng tác với Bảo tàng Giám mục Bernice P. ở Honolulu), trong một cuốn sách thành công đóng vai trò là một tập đầu quan trọng trong loạt sách chuyên khảo Geophysics and Astrophysics Monographs (Chuyên khảo Địa vật lý và Vật lý thiên văn). Gordon đã đọc qua và chỉnh sửa tác phẩm của Roach, và viết các phần lịch sử để cung cấp thêm bối cảnh. Về sau, Gordon chính thức kết hôn với Roach vào năm 1977. Tập sách được xuất bản vào tháng 12 năm 1973 và trở thành tập thứ tư trong loạt sách giáo khoa chuyên khảo cơ bản quốc tế này về các chủ đề địa vật lý và vật lý thiên văn.
Tập sách của Roach và Gordon mang tên The Light of the Night Sky liên quan đến chủ đề cấu tạo của bầu trời được chiếu sáng trong khu vực lệ thuộc cục bộ "ánh sáng của bầu trời đêm" (LONS). Sách trình bày mang tính khoa học với một cái nhìn tổng quan cơ bản về các quá trình khí quyển và vật lý liên sao có liên quan, đặc biệt là vào ban đêm của Trái Đất. Lời đề tựa đã được chuẩn bị vào tháng 8 năm 1973 và Roach vẫn đang viết các chương sau vào tháng 9 cùng năm. Các chủ đề thảo luận bao gồm sự thích nghi tối của mắt, số lượng sao và sự phân bố của ánh sao trên bầu trời, sự phân cực của "Ánh sáng hoàng đạo", và nghiên cứu về "Gegenschein".
Các cuộc thảo luận tiếp theo liên quan đến việc dạ huy là hiện tượng tĩnh hay động, nguồn gốc hay nguyên nhân của dạ huy, các phản ứng quang hóa trong bầu khí quyển trên của Trái Đất, sự xuất hiện của dạ huy từ không gian trong tầng ngoài và geocorona của Trái Đất. Cuốn sách cũng đề cập đến cực quang, hồ quang, độ sáng khác nhau của "Lớp Dạ huy" tùy thuộc vào khoảng cách thiên đỉnh, ánh sáng sao rải rác bụi, ánh sáng thiên hà khuếch tán, bụi trong môi trường liên hành tinh và liên sao liên quan đến "Đám mây bụi hoàng đạo", và bụi liên sao. Văn bản kết thúc với một bản tóm tắt liên quan đến ánh sáng vũ trụ giữa các thiên hà và chủ đề chiêm nghiệm của vũ trụ học.

## Giải thưởng

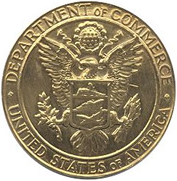
Mặt bên của Huy chương Vàng Thương mại.

Trở thành một cơ quan thẩm quyền thế giới về nghiên cứu cực quang và khí huy, Franklin đã tới Washington, D.C. vào đầu năm 1961 để được vinh danh là người nhận Huy chương Vàng của Bộ Thương mại Hoa Kỳ vì "đóng góp xuất sắc cho vật lý khí quyển trên bằng phương pháp nghiên cứu quang học phát xạ từ bầu trời đêm". Franklin đã được Gordon Little đề cử trao giải thưởng. Giải thưởng được trao cho ông bởi Luther H. Hodges, Bộ trưởng Thương mại Hoa Kỳ thứ 15 vừa hoàn thành nhiệm kỳ thứ hai với tư cách là Thống đốc Bắc Carolina.

## Di sản
Học bổng Tưởng niệm
Học bổng Tưởng niệm Franklin E. Roach, Đại học Arizona.
Lưu trữ
Sau khi Roach chuyển giấy tờ của mình đã được lưu trữ vào năm 1994 tại Alaska dựa theo khuyến nghị của Bob Eklund (Robert L. Eklund) (liên kết với Đài thiên văn Núi Wilson) với Donald Osterbrock đưa ra những sự sắp đặt đâu ra đấy:
- Kho Lưu trữ Giấy tờ Franklin E. Roach, Alaska và Khoa Vùng cực, Bộ Sưu tập, Thư viện Elmer E. Rasmuson, Đại học Alaska, Fairbanks, Alaska.

## Trích dẫn
1. 1 2 3 4 5  Obituary, Osterbrock, BAAS, p. 1608.
2. 1 2 3 4 5  Obituary, Osterbrock, BAAS, p. 1610.
3. 1 2 3 4  Obituary, Osterbrock, BAAS, p. 1609.
4. 1 2  Roach, Musings, p. 11.
5. ↑  Roach, Musings, p. 15.
6. ↑  Hunten, D. M.; Roach, F. E.; Chamberlain, J. W. (1956). "A photometric unit for the airglow and aurora". Journal of Atmospheric and Terrestrial Physics. Quyển 8. tr. 345–346. Bibcode:1956JATP....8..345H. doi:10.1016/0021-9169(56)90111-8.
7. ↑  Baker, Doran J. (1974). "Rayleigh, the Unit for Light Radiance". Applied Optics. Quyển 13 số 9. tr. 2160–2163. Bibcode:1974ApOpt..13.2160B. doi:10.1364/AO.13.002160. PMID 20134644.
8. ↑  Osterbrock, Yerkes, p. 131.
9. ↑  Roach, Musings, pp. 77-78.
10. 1 2  Eloise Blakslee Roach notation; Roach, Musings, p. 156.
11. ↑  Roach, Musings, p. 155, picture and caption.